# Nelly Jesmin
Nelly Jesmin (ur. ?) – banglijska lekkoatletka, kulomiotka.

## Rekordy życiowe
- Pchnięcie kulą – 12,14 (1992) rekord Bangladeszu[1][2]